# حماية مقادة

حماية مقادة في مضخم عملياتي يعمل كعازل.

حماية مقادة في مضخم عملياتي غير عاكس.

حماية مقادة في مضخم عملياتي عاكس.

الحجب المقاد (بالإنجليزية: driven shield) هي طريقة لحماية الدارات منخفضة التيار من تسرب التيار. وهي غالباً ما تشير إلى الحماية المقادة (بالإنجليزية: driven guard) وخاصةً عند رسم مسارات الدارات المطبوعة.

## الوصف
يتم استخدام الحجب المقاد في الحالات التي يكون فيها التسرب الدقيق للتيار من خلال الأسطح العازلة للأسلاك أو مسارات الدارات المطبوعة من شأنه أن يسبب خطأً في قياسات أو وظائف الجهاز. المبدأ الأساسي هو حماية السلك الحساس بحماية محيطة به ولها نفس الجهد على السلك أو المسار. وعندها لن يكون هناك تسرب من الأسلاك الحساسة التي يتم حجبها. يتم تحقيق ذلك عادةً باستخدام مضخم عملياتي يعمل كعازل بحيث يكون جهد الحماية  هو نفسه جهد السلك. إن التسرب من الحاجب إلى العناصر الأخرى للدارة أمر غير مقلق.

تُستخدم هذه التقنية في حالات مثل تخطيط كهربائية القلب والقياسات منخفضة التيار حيث يمكن لتيار التسرب أن يغرق أو يغير القياس. إن أي حالة يكون فيها المصدر الذي يتم قياسه له معاوقة عالية جدًا في الخرح ستكون عرضة لتسرب التيار، إذا كان العزل غير عملي، فإن الحجب المقاد سيحسن الأداء. الكابل المحوري مناسب تمامًا لاستخدامه كحماية، وإذا كانت هناك حاجة أيضًا إلى حاجب كهرومغناطيسي، فيجب استخدام الكبل ثلاثي المحاور اعتمادًا على نوع الدائرة العازلة.
1. , Shielding and Guarding - Alan Rich (AD application notes) نسخة محفوظة 02 أكتوبر 2013 على موقع واي باك مشين.
2. , High-Quality Recording of Bioelectric Events - A. C. Metting van Rijn, A. Peper, C. A. Grimbergen نسخة محفوظة 07 ديسمبر 2016 على موقع واي باك مشين.
3. Data Sheet AD8551/AD8552/AD8554 Figure 53. Top View of AD8552 SOIC Layout with Guard Rings نسخة محفوظة 28 مارس 2018 على موقع واي باك مشين.